# XZN

Innenvielzahnprofil

XZN (englisch Triple-square/ Internal serrations) oder Innenvielzahn ist die Bezeichnung für ein sternförmiges zwölfzackiges Innenvielzahnprofil für Schraubenkopfantriebe.
Schrauben mit Innensechsrund (Torx) werden manchmal auch fälschlicherweise als Innenvielzahn bezeichnet.

## Allgemeines
Das Innenvielzahnprofil hat zwölf rechtwinklige Zacken. Die Querschnittsform kann gebildet werden, indem drei gleich große Quadrate um jeweils 30° gedreht übereinander gelegt werden. So erklärt sich die englische Bezeichnung Triple-Square.
Verbreitet ist das XZN-Profil vor allem in der Automobilindustrie, da mit ihm ein relativ hohes Drehmoment auf die Schrauben übertragen werden kann. Ein hohes Anzugsdrehmoment ist etwa für Zylinderkopfverschraubungen notwendig. Aufgrund der feinen Verzahnung und der leicht konischen Form kann eine Verschmutzung des Profils das vollständige Einsetzen des Werkzeugs erschweren. Eine Abnutzung der Verzahnung kann (eher als beim gröberen Torx-Profil) zum Überspringen des Werkzeugs führen, wodurch Schraubenkopf oder Antrieb schnell abnutzen und unbrauchbar werden.

## Schrauben
Die Maße für die Herstellung von Schrauben mit Innenvielzahnprofil sind in der DIN-Norm 34824 „Innenvielzahn für Schrauben“ festgelegt.
Die Ausführung der Schraubenköpfe wird in folgenden Normen festgelegt:
- DIN 34821 „Zylinderschrauben mit Innenvielzahn mit Gewinde bis Kopf“[5]
- DIN 34822 „Zylinderschrauben mit Flansch mit Innenvielzahn mit Gewinde bis Kopf“
- DIN 34823 „Linsensenkschrauben mit Innenvielzahn“
- DIN 34824 und LN 65110 – Maße für Werkzeuginnenangriff[1]

Vergleiche auch DIN 65110 – Zwölfkantschraubenköpfe der Luft- und Raumfahrt
Gängige Größen sind 4, 5, 6, 8, 10, 12.
| Größe | Profilmaß Außen in mm |
| ----- | --------------------- |
| M 4   | 3,83                  |
| M 5   | 4,8                   |
| M 6   | 6                     |
| M 8   | 7,2                   |
| M 10  | 9,6                   |
| M 12  | 11,41                 |
| M 14  | 13,22                 |
| M 16  | 15,63                 |
| M 18  | 16,85                 |
| M 20  | 19,25                 |

## Werkzeug

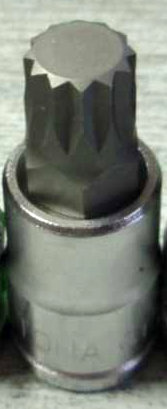
XZN-Bit

Die Vorgaben für die Herstellung von Werkzeugen für Schrauben mit Innenvielzahnprofil sind in verschiedenen DIN-Normen festgelegt:
- DIN 2324 „Schraubendrehereinsätze mit Innenvierkant für Schrauben mit Innenvielzahn, handbetätigt“,[7]
- DIN 65254 „Schraubendrehereinsätze mit Aussensechskant ...“[1]
- DIN 65253 „Winkelschraubendreher für Schrauben mit Innenvielzahn“[1]
- DIN 2325 „Schraubendreher für Schrauben mit Innenvielzahn – Schraubendreherspitzen, Lehren und Prüfkörper für Drehmomentprüfung“[8]

Werkzeuge für Innenvielzahnprofile sind verfügbar als L-Winkel, Bits, 3⁄8-Zoll- oder 1⁄2-Zoll-Steckschlüssel (Nüsse). Einzelne Hersteller verwenden davon abweichende Vielzahnprofile, um die Benutzung von Spezialwerkzeug zu erzwingen.